# Wielki Kajman
Wielki Kajman (ang. Grand Cayman) - nizinna wyspa na Morzu Karaibskim, główna wyspa brytyjskiego terytorium Kajmanów. Najwyższe wzniesienie wyspy wznosi się na wysokość 21 m n.p.m. Jej powierzchnia wynosi 196 km². 
Na zachodnim wybrzeżu wyspy znajduje się stolica terytorium George Town. Wyspę zamieszkuje ok. 75 000 ludzi.
Wyspa narażona jest na huragany. W 2004 huragan Ivan był odpowiedzialny za bardzo duże zniszczenia na wyspie. Pomimo rygorystycznych przepisów budowlanych, dzięki którym budynki wysp mają być w stanie wytrzymać nawet poważne huragany, huragan Ivan był tak silny, że 85% budynków zostało uszkodzone, z czego jedna czwarta lub więcej budynków na wyspach zostały zgłoszone jako nienadające się do zamieszkania.
Podstawą gospodarki wyspy jest rybołówstwo, turystyka i usługi finansowe. Znajduje się tutaj międzynarodowe lotnisko Owen Roberts.